# Iglesia de San Gregorio Taumaturgo
La iglesia de San Gregorio Taumaturgo es un edificio de culto católico, ubicado en la plaza homónimo del distrito de Sarriá-San Gervasio, en la ciudad de Barcelona (España). Está consagrada al santo del siglo III Gregorio Taumaturgo, uno de los padres de la Iglesia y obispo de Neocesarea del Ponto Polemoniaco.

## Construcción
El impulsor de la creación de la iglesia fue el entonces arzobispo de Barcelona Gregorio Modrego, que creó la parroquia en 1945, aunque las actividades parroquiales se llevaron a cabo provisionalmente en otro local mientras no se terminaba la iglesia. Su construcción no empezó hasta 1954, bajo la supervisión del arquitecto Bartolomé Llongueras, y la iglesia pudo empezar a funcionar en 1963, aunque aún no se habían terminado las obras. En 1973 se paralizó la construcción y no se reinició hasta 1995, no sin antes simplificar el proyecto inicial (se incluían cuatro campanarios con formas abarrocadas y una cúpula central de gran altura).